# Conacul Tache Anastasiu din Călmățui
Conacul Tache Anastasiu din Călmățui este un monument istoric aflat pe teritoriul satului Călmățui, comuna Grivița.

## Galerie

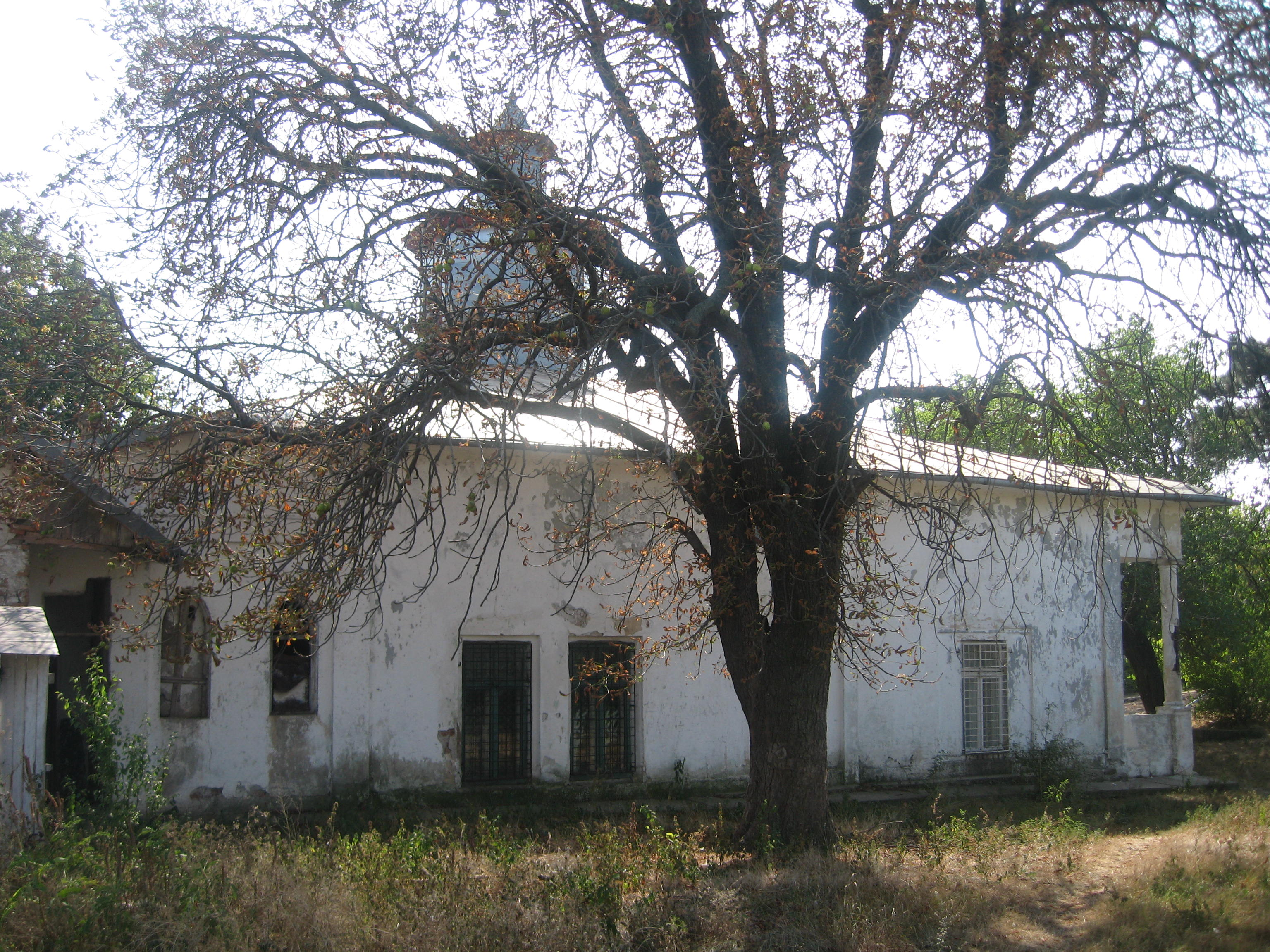
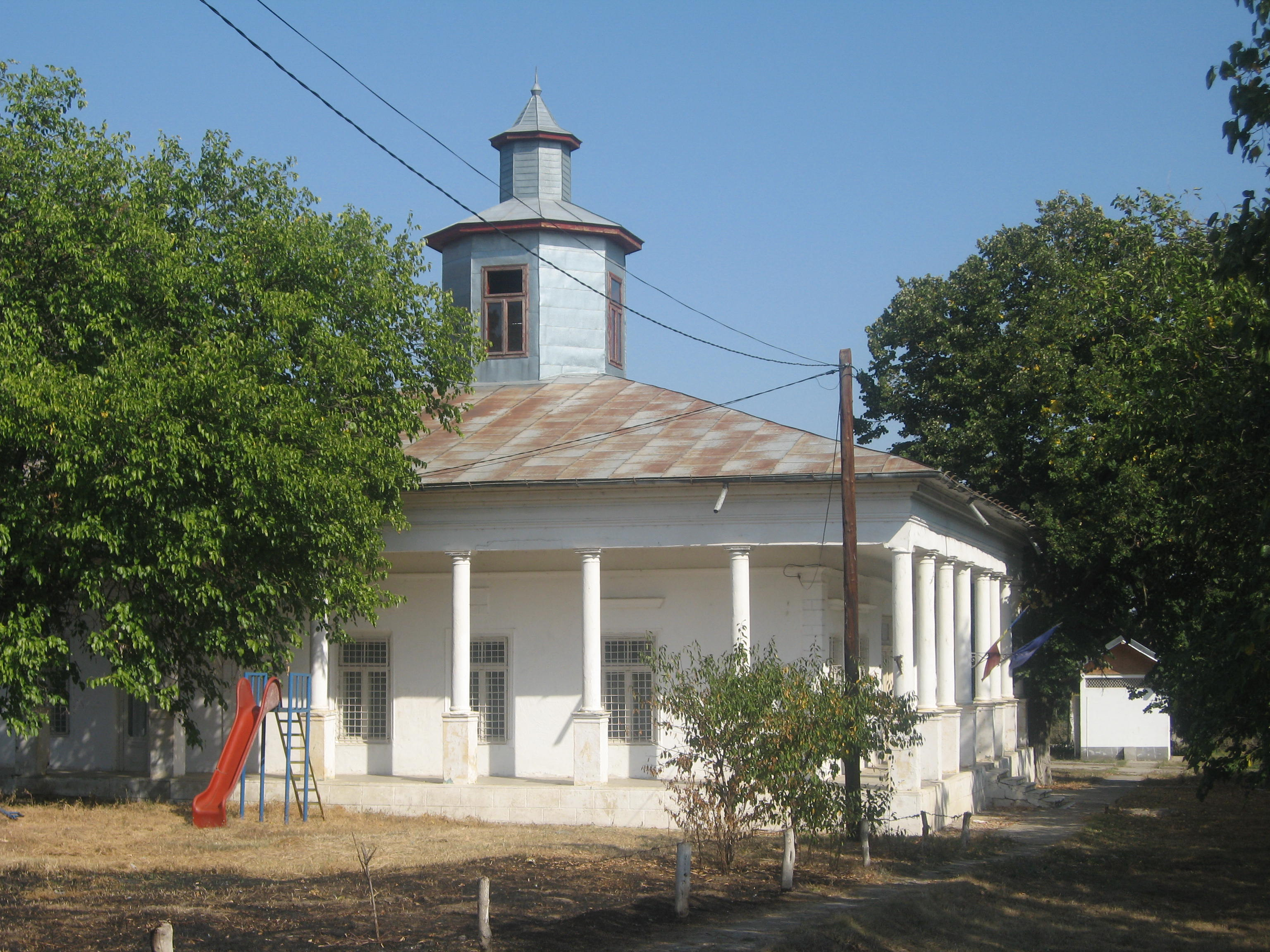
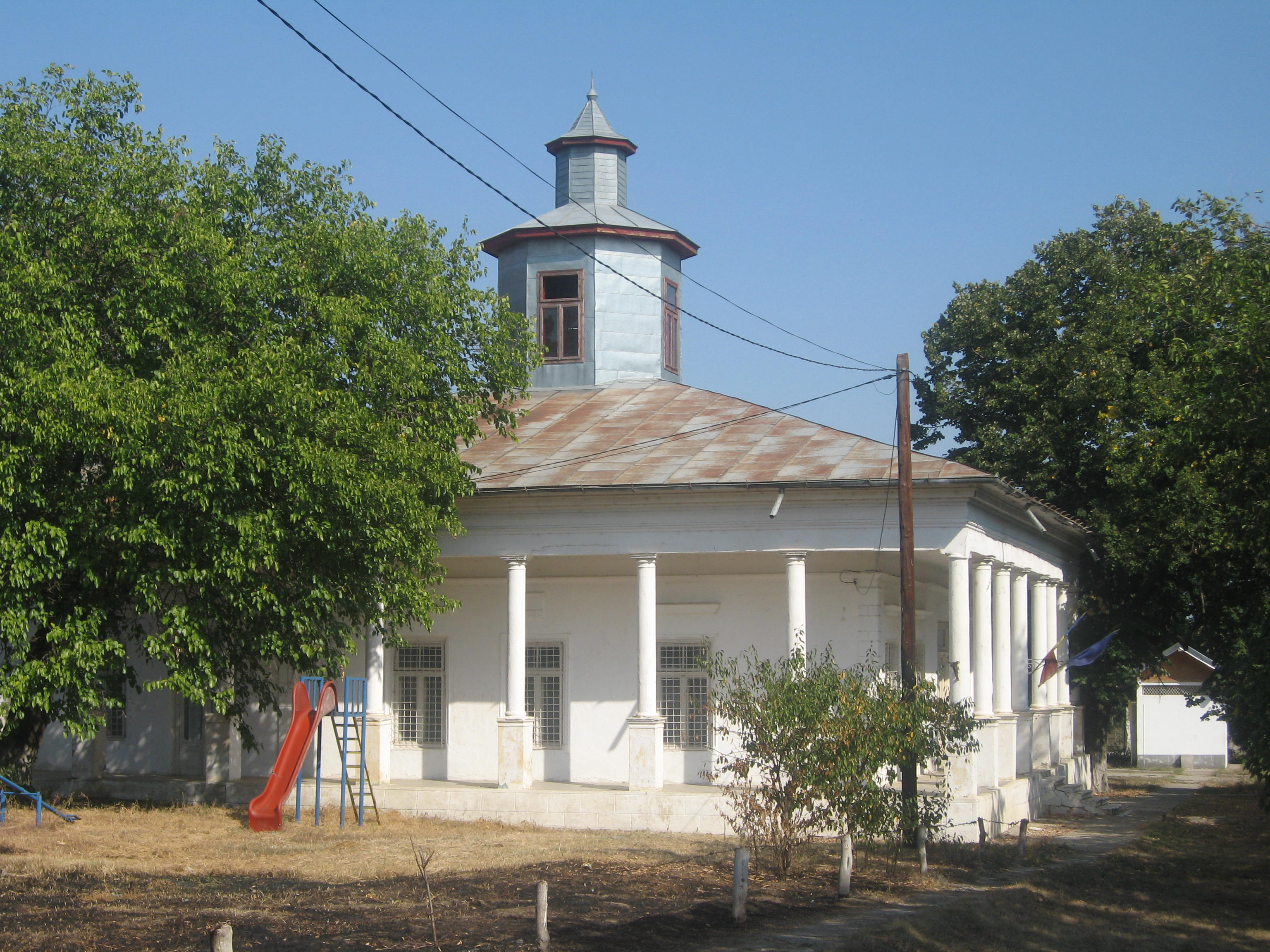
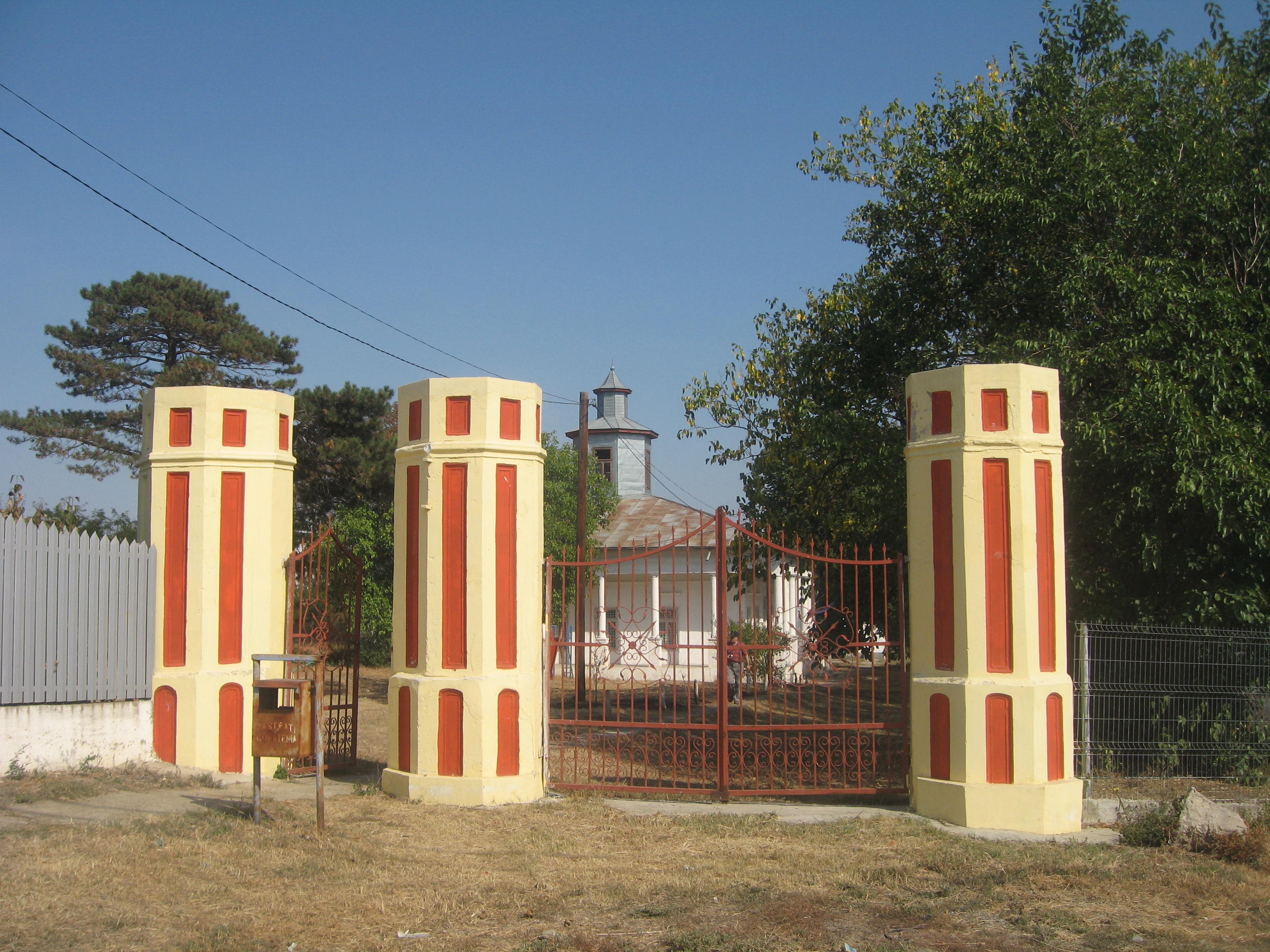
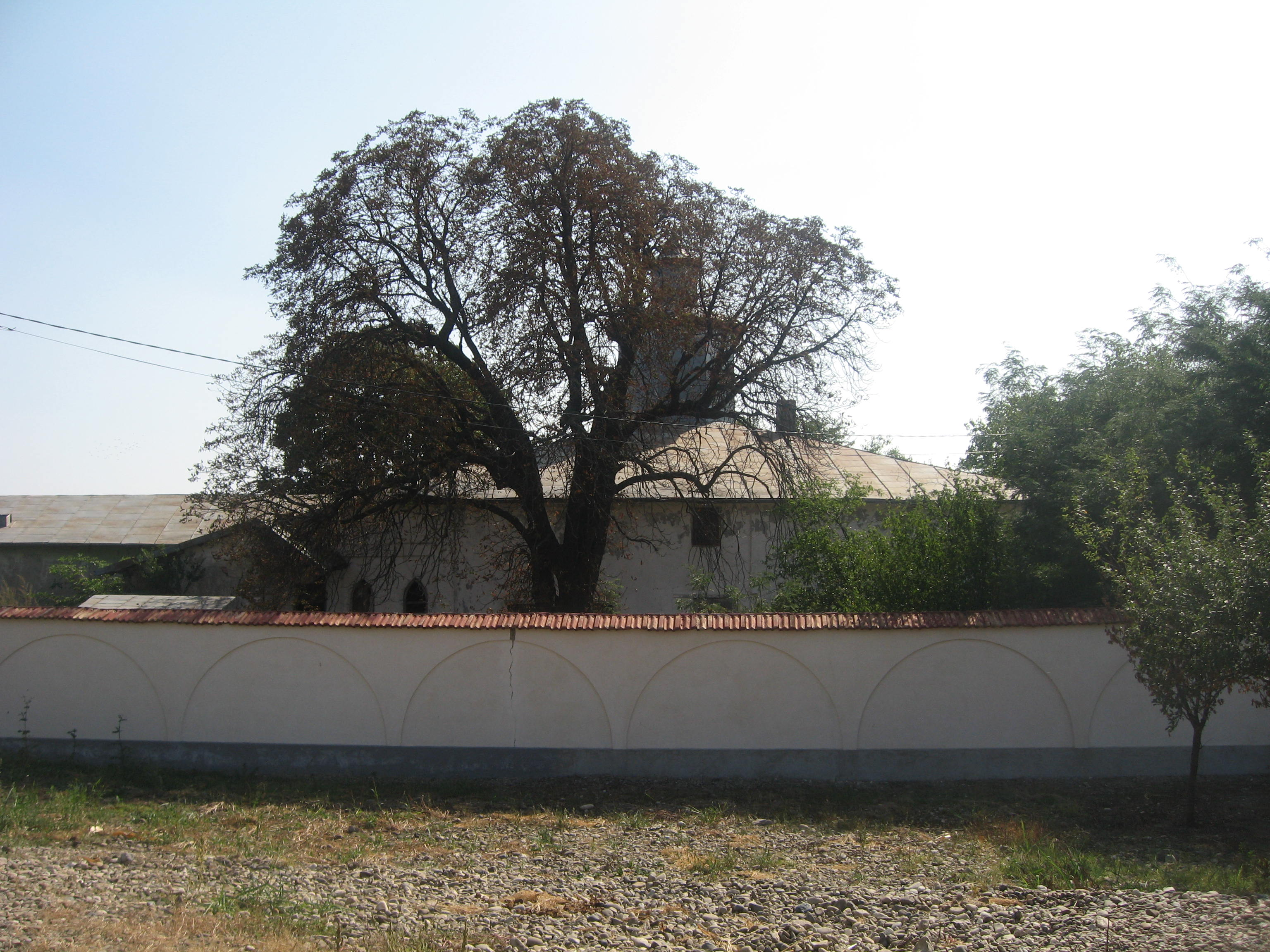